# Reddit
Reddit (stiliserat som reddit, uttalat [ˈrɛdɪt]) är en webbplats med nyheter och diskussionsforum. Användare (även kallade redditors, eller redditörer på svenska) kan förutom att läsa innehållet också posta egna länkar till innehåll på nätet eller posta "self"-poster som innehåller användarskapad text. Andra användare kan sen antingen rösta "upp" eller "ner" de postade länkarna, och de mest framgångsrika länkarna når då framsidan. Användare (också igenkända genom  bokstaven "u" som alltid står innan användarnamnet, ex. "u/i_smell_peanuts") kan också kommentera länkar som postats och svara på andra kommentarer, vilket skapar ett community. Reddit-användare kan också skapa sina egna inriktade sektioner som kallas subreddits. Ett exempel på en sådan är den svenska (r/sweden), där man kan posta länkar och kommentera.
Från och med maj 2020 rankas Reddit som den 19:e mest besökta webbplatsen i USA och i världen, enligt Alexa Internet.

## Användning
Reddit hade under juni 2014 enligt WolframAlpha mellan 22 och 26 miljoner unika besökare per dag, vilket gjorde Reddit till den 50:e största webbsidan på internet.
2021 visade en undersökning att 14 procent av alla svenska internetanvändare hade använt Reddit under det senaste året, varav 4 procent använde sidan varje dag. Störst var användningen bland personer födda under 1990-talet, där 37 procent besökt webbplatsen under de senaste året. Bland de äldre internetanvändarna, födda under 1950-talet eller äldre var användningen 0 procent. Undersökningen visade även att det var skillnad mellan könen i användandet av Reddit; 22 procent av alla svenska män använde Reddit jämfört med 6 procent av kvinnorna.

## Skandalen kring bombdåden i Boston
Reddit har uppmärksammats för kontroversiella händelser, bland annat bombdåden vid Boston Marathon 2013. Några användare letade efter ledtrådar till vilka som stod bakom dådet. De kom felaktigt fram till att en ung man vid namn Sunil Tripathi var skyldig. Detta ledde till att hans familj fick ta emot flera hot och slutade med att Sunil Tripathi tog livet av sig.
Efter skandalen gick Reddit ut med en ursäkt till Sunil Tripathis familj. Efter denna händelse uppkom uttrycket "We did it reddit", ofta använt ironiskt.